# Amerikansk siklöja
Amerikansk siklöja (Coregonus artedi) är en fiskart som beskrevs av Lesueur, 1818. Amerikansk siklöja ingår i släktet Coregonus och familjen laxfiskar. Inga underarter finns listade i Catalogue of Life.
Artens bekräftade utbredningsområde ligger i nordöstra USA från Minnesota till Vermont och söderut till Indiana. Troligtvis lever den även i stora delar av Kanada och fram till Alaska. Individerna vistas i floder och insjöar. De besöker även havsvikar som Hudson Bay.
IUCN kategoriserar arten globalt som livskraftig.

## Bildgalleri

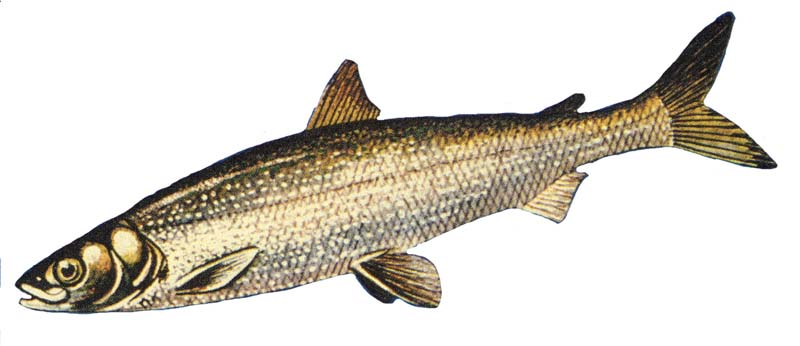
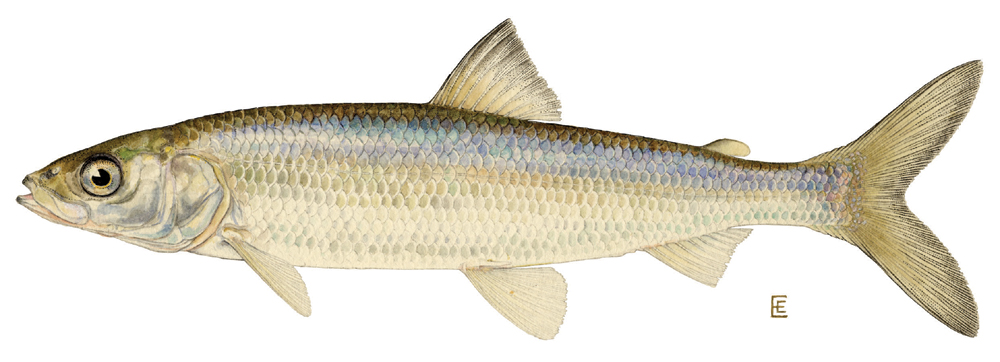
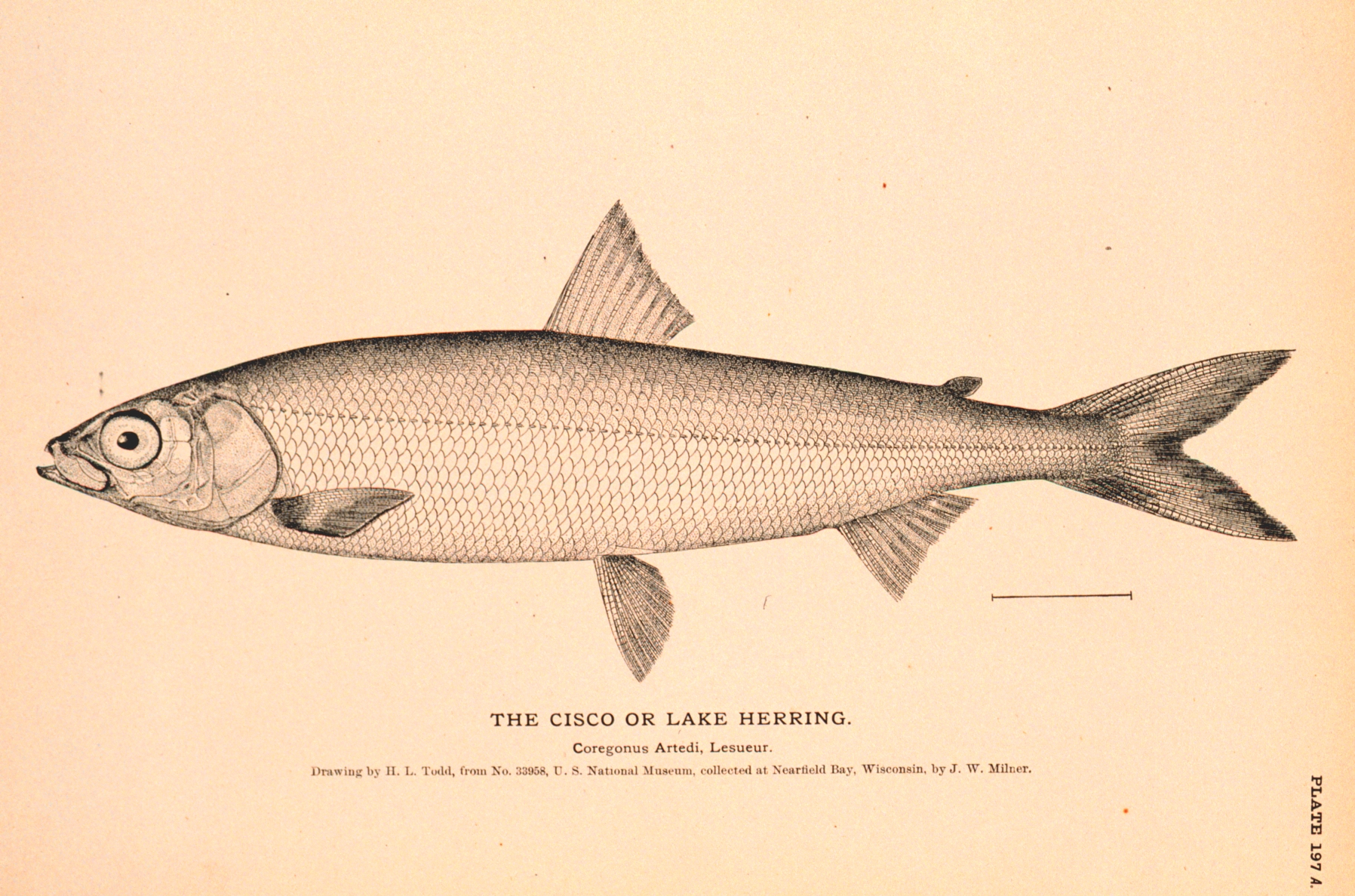